# David Boyd (Jurist)

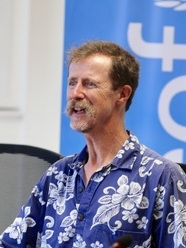
David Richard Boyd (2018)

David Richard Boyd (* 1964) ist ein kanadischer Umweltanwalt, Aktivist und Diplomat. Er war von 2018 bis April 2024 UN-Sonderberichterstatter zu Menschenrechten und Umweltproblemen.

## Ausbildung
Er studierte Rechtswissenschaften an der University of Alberta und der University of Toronto.

## Karriere
David Boyd war von 1998 bis 2020 Associate Professor an der Simon Fraser University in Burnaby, heute arbeitet er als Professor an der University of British Columbia in Vancouver.
Er trug zum Abkommens von Escazú bei, das Zugang zu Informationen über die Umwelt, Beteiligung der Öffentlichkeit an Umweltentscheidungen, Umweltgerechtigkeit und eine gesunde und nachhaltige Umwelt für gegenwärtige und zukünftige Generationen für Lateinamerika und die Karibik vertraglich regelte.
Als Exekutivdirektor von Ecojustice Canada, einer Non-Profit-Organisation, die in Gerichtsverfahren die Umwelt anwaltlich vertritt, war er in unterschiedlichst gelagerten Rechtsauseinandersetzungen um Umweltkonflikte beteiligt.
Er unterstützte die Klage des Bürger-Projekts Jakarta Clean Air zur Reduktion der Luftverschmutzung in der indonesischen Hauptstadt. Im Kampf um die Einhaltung der Klimaziele forderte er die Länder auf, ihre Kohleinfrastruktur abzubauen. Er ist Unterstützer der 1Planet1Right-Kampagne, die das Recht auf einem gesunden Planeten zu leben, als Menschenrecht postuliert. Er verurteilte die Ermordung von Nacilio Macario, der als Indigenen-Aktivist in Nicaragua gegen illegale Goldgewinnung protestiert hatte. Vor dem UN-Menschenrechtsrat präsentierte er einen Bericht über Wasserknappheit.

“I started out [...] talking about the right to a healthy environment having the capacity to bring about [...] transformative changes. But this powerful human right is up against [...] the global economy, [...] based on the exploitation of people and nature. [...] Unless we change that fundamental system, [...] we’re just re-shuffling deck chairs on the Titanic.”

„Ich begann [meine Arbeit] damit, [...] über das Recht auf eine gesunde Umwelt zu sprechen, das die Chance für [...] transformativen Wandel brächte. Aber dieses mächtige Menschenrecht steht [...] der globalen Wirtschaftsweise gegenüber, die [...] auf der Ausbeutung von Menschen und Natur beruht. [...] Solange wir dieses grundlegende System nicht auswechseln, [...] ändern wir nur die Sitzordnung an Bord der Titanic.“

2018 wurde er als Nachfolger des US-Amerikaners John Knox UN-Sonderberichterstatter für Menschenrechte und Umwelt beim UN-Menschenrechtsrats. 2021 wurde er für eine zweite Amtszeit bestätigt. In seinem Report von 2023 berichtete er über die „katastrophalen Konsequenzen“, die aus seiner Sicht Investitionsschutzabkommen mit Investor-state dispute settlement-Vereinbarungen häufig auf Menschenrechte und Umweltbelange haben.
2024 folgte ihm Astrid Puentes Riaño in der Position des Sonderberichterstatters nach.

## Publikationen
- Why all human rights depend on a healthy environment, The Conversation, 27. Oktober 2020
- The Rights of Nature (ECW Press, 2017), ISBN 978-1-77041-239-2.
- The Optimistic Environmentalist (ECW Press, 2015), ISBN 978-1-77090-764-5.
- Cleaner, Greener, Healthier: A Prescription for Stronger Canadian Environmental Laws and Policies (UBC Press, 2015)
- The Environmental Rights Revolution: A Global Study of Constitutions, Human Rights, and the Environment (UBC Press, 2012).